# Catochrysops exiguus
Catochrysops exiguus är en fjärilsart som beskrevs av William Lucas Distant 1886. Catochrysops exiguus ingår i släktet Catochrysops och familjen juvelvingar. Inga underarter finns listade i Catalogue of Life.